# Zdeněk Klesnil
Zdeněk Klesnil (* 28. října 1986 Kroměříž) je bývalý český fotbalový útočník. Kvůli zdravotním patáliím ukončil v sedmadvaceti letech aktivní hráčskou kariéru.

## Klubová kariéra
Pochází z Němčic u Hulína. V létě 2007 odešel z Hulína do Sigmy Olomouc, ale příliš se neprosadil. V 1. české lize debutoval v roce 2008 proti Jablonci. Stihl nastřádat 23 ligových startů a 6 branek. Jeho kariéru brzdilo zranění, kvůli posunutému obratli se zády a také se zadními stehenními svaly. V sezoně 2011/12 se mu zdařil atypický počin: vstřelil góly ve čtyřech odlišných fotbalových soutěžích – v divizi, MSFL, českém poháru a v 1. lize.
Po třech sezonách šel do Opavy. V roce 2011 absolvoval návrat do Olomouce, hrál také za B-tým v divizním Šumperku. V létě 2013 měl jít hostovat do Bohemians 1905, nicméně pro zdravotní lapálie se vrátil do Olomouce. V červenci 2014 fotbalista s přezdívkou Kladivo ukončil ze zdravotních důvodů kariéru.